# Asterina adeniicola
Asterina adeniicola är en svampart som beskrevs av Hosag. & Kamar. 2006. Asterina adeniicola ingår i släktet Asterina och familjen Asterinaceae.   Inga underarter finns listade i Catalogue of Life.